# Bonneuil-Matours
Bonneuil-Matours település Franciaországban, Vienne megyében. Lakosainak száma 2096 fő (2022. január 1.). Bonneuil-Matours Archigny, Bellefonds, La Chapelle-Moulière, Dissay, Monthoiron, Saint-Georges-lès-Baillargeaux, Vouneuil-sur-Vienne és Beaumont Saint-Cyr községekkel határos.

## Népesség
A település népességének változása:
| Lakosok száma | 2097 | 2117 | 2174 | 2104 | 2092 | 2079 | 2091 | 2094 | 2096 |
|               | 2013 | 2015 | 2016 | 2017 | 2018 | 2019 | 2020 | 2021 | 2022 |